# Leskia arturi
Leskia arturi là một loài ruồi trong họ Tachinidae.